# C11H19NO
化学式C11H19NO（摩尔质量：181.279 g/mol）可以指：
- 4-甲基苄基三甲基氢氧化铵，CAS号：43011-61-6
- 1-吗啉-1-环庚烯，CAS号：7182-08-3
- 三甲基苯甲氧基胺，CAS号：122-08-7

|  | 这个同类索引页列出了具有相同分子式的化学物（即同分異構體）条目。 除非您是有意链接至本页，否则应将相应条目的内部链接指向正确的条目。 |